# Florenz von dem Velde

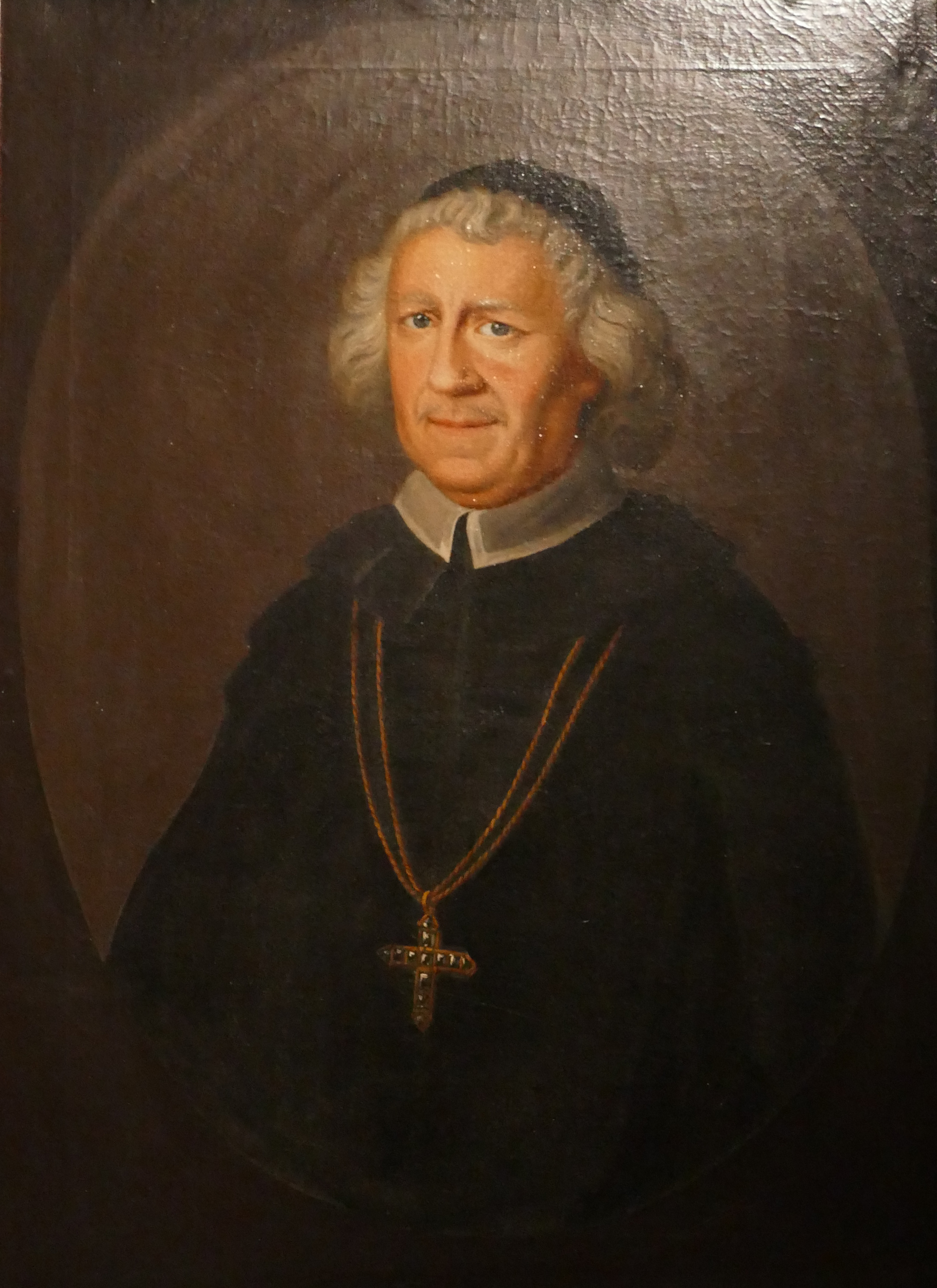
Florenz von dem Velde

Reichstaler mit der Darstellung des hl. Vitus und dem Wappenbild des Abtes Florenz von dem Velde

Florenz von dem Velde OSB (ndl. Florens van de Velde, latinisiert: Florentius, teilw. auch von dem Felde) (* 18. Februar 1643 im Kasteel Hasselholt in Ohe en Laak; † 4. Februar 1714 in Corvey) war von 1696 bis 1714 Abt des Klosters Corvey und war Erbauer der neuen barocken Klosterbauten. 

## Leben
Er besuchte das Gymnasium in Roermond und trat 1660 zusammen mit einem Mitschüler als Novize in das Kloster Corvey ein. Im Jahr 1667 wurde er zum Priester geweiht. Sein Theologiestudium beendete er 1668. Noch im selben Jahr wurde er Novizenmeister. Zu seinen Pflichten gehörte auch das Lehren von Philosophie und Theologie. Im Jahr 1672 wurde er Subprior und 1677 Prior. Als Subprior sandte ihn der Administrator Corveys und münstersche Bischof Christoph Bernhard von Galen 1675 zur Reliquientranslation des Heiligen Vitus vom Tochterkloster in Gladbach nach Corvey. Bei der Wahl zum Abt im Jahr 1678 war er ein Gegenkandidat zu Christoph von Bellinghausen. Er soll dabei immerhin fünf Stimmen erhalten haben. Der Sieger Bellinghausen bekam vierzehn Stimmen. 
Florenz von dem Velde hatte in den folgenden Jahren Ämter außerhalb des Klosters inne. Er war zwischen 1680 und 1683 Propst von Meppen und danach von 1683 bis 1691 von Brenkhausen. In seiner Zeit blühte das Kloster Brenkhausen wieder auf und die Kirche erhielt eine barocke Ausstattung. Einer seiner Brüder Franz Heinrich von dem Velde war Offizier in bischöflich-münsterschen Diensten. Er starb 1680 und wurde in der Stiftskirche von Corvey bestattet. Aus diesem Anlass stiftete sein Bruder ein silbernes Kruzifix. Er wurde dann 1693 zum Präsidenten der weltlichen Regierung Corveys ernannt. 
Nach dem Tod seines Vorgängers wurde Florenz von dem Velde am 18. Juni 1696 zum Abt gewählt. Noch im selben Jahr erhielt er von Kaiser Leopold I. die Regalien. Damit war er auch offiziell Reichsfürst. Der Papst bestätigte ihn 1697. Die prunkvoll zelebrierte Benediktion und Amtseinführung fand am 28. April 1697 durch den Paderborner Fürstbischof Hermann Werner von Wolff-Metternich zur Gracht statt. 
Er wurde zum wohl bedeutendsten Abt Corveys der Barockzeit. Während seiner Zeit wurden zahlreiche Kirchen auf Corveyer Gebiet gebaut und geweiht. Seit 1699 ließ er dann das Kloster neu erbauen. Bis zu seinem Tod konnte ein Großteil des Baus vollendet werden. Im Jahr 1706 konnte er die neue Abtswohnung in der Beletage des Nordflügels beziehen und im selben Jahr konnte auch die Hauskapelle geweiht werden. Seit 1704 war er zudem Präsident der Bursfelder Kongregation. 
Eine enge Beziehung pflegte er mit Herzog Anton Ulrich von Braunschweig-Lüneburg zu Wolfenbüttel. Sein fünfzigjähriges Profess-Jubiläum feierte er mit einem großen Fest und der Herausgabe einer silbernen Gedenkmünze. Von ihm ist sein Tagebuch erhalten.